# Tolin Alexander
Tolin Alexander (Tamarin, 10 mei 1971) is een Surinaams regisseur, producent, scenarioschrijver, acteur en danser.

## Biografie
Tolin Alexander werd geboren in Tamarin (Marowijne) en groeide op in Paramaribo. Zijn begin op het toneel maakte hij tijdens een bonte avond op de mulo. Daarna studeerde rechten hij aan de Anton de Kom Universiteit.
In de jaren 1990 richtte hij met Louise Wondel de Stichting Ontwikkeling Hanna's Lust op, van waaruit onder meer een lagere school werd opgericht. Eveneens met Wondel, richtte hij in 1996 Fiamba op, een dansgroep met het doel om de cultuur van de marrons te integreren in de samenleving. Gaandeweg groeide zijn interesse voor sketches. Hierdoor kwam hij terecht bij Henk Tjon en Wilgo Baarn, vervolgens bij Justine Themen en daarna bij Helen Kamperveen.
Tijdens de viering van 35 jaar Surinaamse onafhankelijkheid in 2005 kwam hij met het stuk Difrenti kloru, wan prakseri (Verschillende kleuren, één gedachte), waarin hij de verschillende Surinaamse culturen verwerkte, en daarbij andere zoals hiphop en capoeira. Een jaar later bracht hij Gaandi nnyun nnyun uit (Het oude doen herleven), een toneelstuk over verdronken plaatsen waar marrons woonden voordat het Brokopondostuwmeer werd gevuld. In de jaren erna werkte hij aan stukken in samenwerking met het KIT (Theatre on the move, 2007), de musicus Liesbeth Peroti (I sing I shout and I dream about, 2008), Wilgo Baarn (Na bigi du, 2009) en met jongeren om hen met behulp van theater meer zelfvertrouwen te geven (2010). Vervolgens kwam hij in 2011 met de toneelvoorstellingen Fii en Bami cola.
Hij werkt geregeld samen met andere Surinaamse culturele organisaties, zoals NAKS, ArtLab Suriname, Kifoko en Sana Budaya. Daarnaast richtte hij in 2013 Forum Tolin Toli Masanga op, waarmee hij toneelvoorstellingen en optredens organiseert.
In 2013 jaar verschenen zijn theaterstuk Fri yeye ter gelegenheid van het 150-jarig jubileum van de afschaffing van de slavernij (Ketikoti) en Miioo mi (Mijn lief kind in het Saramaccaans). In 2014 was hij als artistiek directeur betrokken bij de organisatie van het Moengo Festival of Theater & Dance. In 2015 regisseerde hij het stuk Weg! (Afscheid en weerzien) dat over zeven meisjes in een opvanghuis gaat en in 2018 Adjoeba, dat huiselijk geweld tegen vrouwen tot thema heeft. In hetzelfde jaar regisseerde hij Kiya ter gelegenheid van de Dag der Marrons.
In 2018 was hij eveneens een van de regisseurs van de film Stones have laws (Dee sitonu a weti). De film kende zijn wereldpremière op het International Documentary Film Festival Amsterdam (IDFA) en werd goed ontvangen. Daarna was hij mederegisseur van Nooit meer slapen in 2019. Aan het eind van dat jaar ging zijn theaterstuk Okasi Gron 2020 in première, met satire over goede bedoelingen, idealen, politiek, macht, verraad en seks. Eind 2020 maakte hij voor Stichting Kibii een minidocumentaire over de alekemuziek en musicus Brayen Doekoe, alias Autar.